# Tulipa linifolia
Tulipa linifolia Regel è una pianta bulbosa della famiglia delle Liliacee.

## Descrizione
Cresce fino ad un'altezza di circa 20 cm. Giunge a fioritura nella prima metà di primavera, dando origine a fiori di colore rosso.

## Distribuzione e habitat
Tale specie è nativa del Tagikistan, Uzbekistan, Iran settentrionale e Afghanistan.